# L'ultimo unicorno
L'ultimo unicorno è un romanzo fantasy scritto da Peter S. Beagle e pubblicato nel 1968. Dalla sua pubblicazione originale sono state vendute più di cinque milioni di copie in tutto il mondo ed è stato tradotto in almeno venti lingue.
Lo stile narrativo in terza persona s'incentra su un unicorno, femmina, (nella prima traduzione italiana del 1977 il fatto non viene evidenziato), che credendosi l'ultima del suo genere al mondo, parte per un viaggio alla scoperta di ciò che è accaduto agli altri della sua specie. Man mano che il suo cammino procede, incontra una serie di personaggi ognuno dei quali la porterà sempre più vicino al suo obiettivo.
Narrato in parte come fiaba e in parte come parabola, il romanzo fornisce un commento sociale attraverso l'interazione di personaggi tipicamente fiabeschi, inseriti in ruoli molto atipici. Satira e anacronismi intenzionali sono utilizzati per ottenere effetti ironici. Il romanzo è ampiamente considerato essere il migliore di Beagle, e come uno dei più grandi romanzi fantasy degli ultimi 100 anni.

Il libro è stato tradotto nuovamente nel 2008 e stampato da Kappa edizioni.

## Adattamenti
Dal libro nel 1982 è stato tratto un film d'animazione, L'ultimo unicorno (The Last Unicorn), prodotto da Rankin/Bass per ITC Entertainment e animato da Topcraft.
Per diversi anni si è parlato di un adattamento per il grande schermo con attori veri, ma nessun reale passo concreto per la sua realizzazione è stato fatto. Nel febbraio 2006, la Continent Films lanciò un nuovo sito web per il film, tenendo a sottolineare come il progetto fosse ancora in sviluppo. Specificando come ancora non esistesse una sceneggiatura o preliminari stanziamenti per l'avvio della produzione, tra i crediti appariva il nome di Christopher Lee, poi rimosso, dopo che l'agente dell'attore spiegò che si trattava di un coinvolgimento in forse, poco più che una comparsa, e che tutto sarebbe dipeso dei termini contrattuali dell'uomo.

## Edizioni
- Peter S. Beagle, L'ultimo unicorno, traduzione di Enrica Viziale, Saga, n. 12, Torino, MEB, 1977, SBN SBL0239908.
- Peter S. Beagle, L'ultimo unicorno, traduzione di Manuela Capriati, Mangazine, Bologna, Kappa, 2008, ISBN 978-88-7471-194-9.
- Peter S. Beagle, traduzione di Manuela Capriati, introduzione di Patrick Rothfuss, Oscar fantastica, Milano, Mondadori, 2023, ISBN 978-88-04-75552-4.